# Григорашвили, Григорий Максимович
Григорий Максимович Григорашви́ли (груз. გრიგოლ მაქსიმეს ძე გრიგორაშვილი; 5 (18) июля 1905 года, Кутаиси, Российская империя — 12 июня 1962, Тбилиси, ГрузССР, СССР) — советский грузинский оперный певец. Народный артист Грузинской ССР (1958). Лауреат Сталинской премии первой степени (1950). Член ВКП(б) с 1946 года.

## Биография
Григол Григорашвили родился 5 (18 июля) 1905 года в Кутаисе (ныне Кутаиси, Грузия). Отучившись в Кутаисском реальном училище, в 1929 году окончил агрономический факультет Тбилисского университета, в 1929 году — в ТбГК (класс В. С. Кашакашвили). С 1934 года выступал в Оперной студии по приглашению режиссёра Александра Цуцунавы. С 1936 года солист ГрАТОБ имени З. П. Палиашвили.
За свою творческую карьеру спел около пятидесяти ведущих партий.
Григорий Григорашвили умер 12 июня 1962 года в Тбилиси. Похоронен в Пантеоне писателей и общественных деятелей Грузии Дидубе. Вместе с ним в пантеоне похоронены его жена, Элене Григоли Буталашвили (род. в декабре 1905 в Кутаиси — ум. в феврале 1976 в Тбилиси) и дочь.

## Оперные партии
- «Русалка» А. С. Даргомыжского — Мельник
- «Борис Годунов» М. П. Мусоргского — Борис Годунов
- «Царская невеста» Н. А. Римского-Корсакова — Собакин
- «Орлеанская дева» П. И. Чайковского — Кардинал
- «Фауст» Ш. Гуно — Мефистофель
- «Севильский цирюльник» Дж. Россини — Дон Базилио
- «Абесалом и Этери» З. П. Палиашвили — Абио
- «Даиси» З. П. Палиашвили — Цангал
- «Латавра» З. П. Палиашвили — Энгичар
- «Дареджан Коварная» А. М. Баланчивадзе — царь Георгий
- «Невеста Севера» Д. А. Торадзе — Александр Чавчавадзе
- «Ладо Кехцовели» Г. В. Киладзе — Габо

## Награды и премии
- 24 февраля 1941 — Орден «Знак Почёта»
- 30 ноября 1950 — Орден Трудового Красного Знамени[1]
- 1950 — Сталинская премия первой степени за участие в фильме «Щит Джургая» (1944)
- 1958 — Народный артист Грузинской ССР